# Ваља Кошуштеј (Мехединци)
Ваља Кошуштеј (рум. Valea Coșuștei) насеље је у Румунији у округу Мехединци у општини Казанешти. Oпштина се налази на надморској висини од 193 m.

## Становништво
Према подацима из 2002. године у насељу је живело 206 становника, од којих су сви румунске националности.